# Mauro Pajón
Mauro Elías Pajón (Merlo, Provincia de Buenos Aires, Argentina, 2 de julio de 1986) es un futbolista argentino. Juega como mediocampista y su primer equipo fue Deportivo Español. Actualmente milita en Deportivo Merlo de la B metro.

## Clubes
| Club                        | País      | Año             |
| --------------------------- | --------- | --------------- |
| Deportivo Español           | Argentina | 2004-2007       |
| Temperley                   | Argentina | 2007-2008       |
| Deportivo Merlo             | Argentina | 2009-2010       |
| Gimnasia y Esgrima de Jujuy | Argentina | 2010-2011       |
| Atlanta                     | Argentina | 2011            |
| Chacarita Juniors           | Argentina | 2012            |
| Deportivo Merlo             | Argentina | 2012-2013       |
| Gimnasia y Esgrima de Jujuy | Argentina | 2013            |
| Los Andes                   | Argentina | 2014-2015       |
| Douglas Haig de Pergamino   | Argentina | 2015-2016       |
| Atlético Paraná             | Argentina | 2016-2017       |
| Deportivo Merlo             | Argentina | 2017-Actualidad |